# Dérivé de l'ergot de seigle
Les dérivés de l'ergot de seigle sont une classe pharmacologique dont la structure de base est l'ergoline. Ces molécules sont utilisées en particulier dans le traitement des crises de migraine, lorsque d'autres médicaments antalgiques de première intention (paracétamol, aspirine, anti-inflammatoire non stéroïdien) se sont révélés inefficaces ou insuffisamment efficaces.

## Principales molécules
Les principales molécules sont la dihydroergotamine et le tartrate d'ergotamine.

## Effets secondaires
Les effets secondaires principaux sont une vasoconstriction, des nausées, des vomissements. Un surdosage peut provoquer un ergotisme.

## Contre-indications
Les contre-indications des dérivés de l'ergot de seigle découlent du principal effet secondaire (la vasoconstriction) : angor (angine de poitrine), artériopathie oblitérante, syndrome de Raynaud, hypertension artérielle. L'association à certains médicaments est proscrite car elle expose à l'ergotisme : vibramycine, macrolides, triptans. Enfin, certaines molécules sont contre-indiquées pendant la grossesse et l'allaitement.